# Płonący las
Płonący las (ang. The Flaming Forest) – powieść przygodowa amerykańskiego pisarza Jamesa Olivera Curwooda z 1921 r. Pierwsze polskie tłumaczenie ukazało się w 1930 r. w przekładzie Jerzego Marlicza.

## Fabuła
Opowieść o tajemnicy, romansie i honorze. Bohaterem powieści jest trzydziestosiedmioletni Dawid Carrigan, sierżant Kanadyjskiej Królewskiej Policji Konnej. Mając chwilę wytchnienia, od walki z Indianami, otrzymuje od inspektora MacVane, dowodzącego dywizją N. z Athabasca Landing, rozkaz schwytania groźnego przestępcy Czarnego Rogera Audemarda i postawienia go przed sądem za morderstwo. Podczas wyprawy zostaje postrzelony przez Janinę Mariannę Boulain. Kobieta, wraz z podróżującym z nią Metysem Batisi, zabiera rannego do obozu męża Piotra Boulaina. Carrigan zakochuje się w dziewczynie, która na domiar złego jest siostrą człowieka, którego polecono mu pojmać. Sytuacja zmienia się radykalnie, gdy plemię wrogich Indian podpala las otaczający obóz Carrigana.

## Nawiązania
Na podstawie książki powstał w 1926 r. film niemy o tym samym tytule, w reżyserii Reginalda Barkera. W roli Dawida Carrigana wystąpił Antonio Moreno zaś Janinę Mariannę Boulain zagrała Renée Adorée. Film został wyprodukowany przez Cosmopolitan Productions i dystrybuowany przez Metro-Goldwyn-Mayer.